# Люберецкая станция аэрации

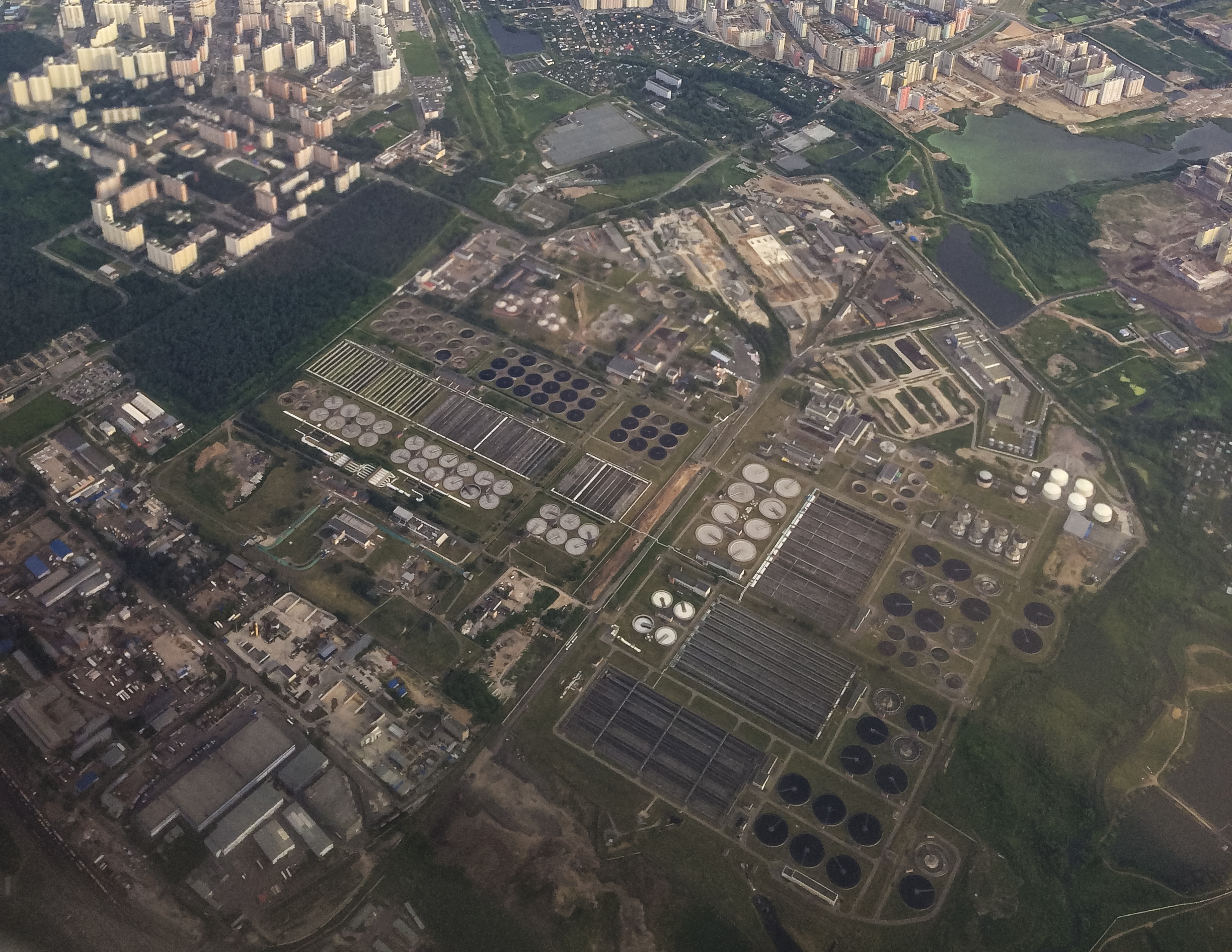
Вид с высоты

Люберецкая станция аэрации — очистные сооружения Московской канализации. Расположена в районе Некрасовка города Москвы, около станции Люберцы Казанского направления Московской железной дороги.
Станция очищает примерно половину канализационных вод Москвы. Станция принадлежит Мосводоканалу и, наряду с Курьяновскими станциями аэрации, является одной из крупнейших в Европе.
Станция была введена в строй в 1963 году для замены Люберецких полей орошения. В 1965 году производительность составляла 1,2 миллиона кубометров в сутки, к 1994 году достигла 2,7 миллиона; в настоящее время мощность станции — 3 миллиона кубометров в сутки.
Очищенные воды сбрасываются в Москву-реку через 28-километровый канал и, частично, после ультрафиолетового обеззараживания — в реку Пехорку.